# César pro nejlepší film
César pro nejlepší film je jedna z kategorií francouzské filmové ceny César. Kategorie existuje od vzniku ceny v roce 1976.

## Vítězové a nominovaní

### 70. léta
- 1976: Stará puška (Le Vieux Fusil) — režie: Robert Enrico
  - Bratranec a sestřenice (Cousin, cousine) — režie: Jean-Charles Tacchella
  - Ať začne slavnost... (Que la fête commence) — režie: Bertrand Tavernier
  - Sept Morts sur ordonnance (Sept morts sur ordonnance) — režie: Jacques Rouffio

- 1977: Pan Klein (Monsieur Klein) — režie: Joseph Losey
  - Barocco (Barocco) — režie: André Téchiné
  - Soudce a vrah (Le Juge et l'Assassin) — režie: Bertrand Tavernier
  - Nejlepší způsob chůze (La Meilleure Façon de marcher) — režie: Claude Miller

- 1978: Prozřetelnost (Providence) — režie: Alain Resnais
  - Krab bubeník (Le Crabe-tambour) — režie: Pierre Schoendoerffer
  - Krajkářka (La Dentellière) — režie: Claude Goretta
  - Záletník 2 (Nous irons tous au paradis) — režie: Yves Robert

- 1979: Peníze těch druhých (L'Argent des autres) — režie: Christian de Chalonge
  - Le Dossier 51 (Le Dossier 51) — režie: Michel Deville
  - Molière (Molière) — režie: Ariane Mnouchkinová
  - Docela obyčejný příběh (Une histoire simple) — režie: Claude Sautet

### 80. léta
- 1980: Tess (Tess) — režie: Roman Polański
  - Světlo ženy (Clair de femme) — režie: Costa-Gavras
  - Don Giovanni (Don Giovanni) — režie: Joseph Losey
  - I jako Ikaros (I... comme Icare) — režie: Henri Verneuil

- 1981: Poslední metro (Le Dernier Métro) — režie: François Truffaut
  - Loulou (Loulou) — režie: Maurice Pialat
  - Můj strýček z Ameriky (Mon oncle d'Amérique) — režie: Alain Resnais
  - Zachraň si, kdo můžeš (život) (Sauve qui peut (la vie) — režie: Jean-Luc Godard

- 1982: Boj o oheň (La Guerre du feu) — režie: Jean-Jacques Annaud
  - Čistka (Coup de torchon) — režie: Bertrand Tavernier
  - Svědek (Garde à vue) — režie: Claude Miller
  - Jedni a druzí (Les Uns et les Autres) — režie: Claude Lelouch

- 1983: Práskač (La Balance) — režie: Bob Swaim
  - Danton (Danton) — režie: Andrzej Wajda
  - Vášeň (Passion) — režie: Jean-Luc Godard
  - Jeden pokoj ve městě (Une chambre en ville) — režie: Jacques Demy

- 1984: (dva vítězové)
  - Tančírna (Le Bal) — režie: Ettore Scola
  - Našim láskám (À nos amours) — režie: Maurice Pialat
    - Coup de foudre (Coup de foudre) — režie: Diane Kurys
    - Ahoj, tajtrlíku! (Tchao Pantin) — režie: Claude Berri
    - Vražedné léto (L'Été meurtrier) — režie: Jean Becker

- 1985: Prohnilí (Les Ripoux) — režie: Claude Zidi
  - Láska až za hrob (L'Amour à mort) — režie: Alain Resnais
  - Georges Bizet: Carmen (Carmen) — režie: Francesco Rosi
  - Noci v úplňku (Les Nuits de la pleine lune) — režie: Éric Rohmer
  - Neděle na venkově (Un dimanche à la campagne) — režie: Bertrand Tavernier

- 1986: Tři muži a nemluvně (Trois hommes et un couffin) — režie: Coline Serreau
  - L'Effrontée (L'Effrontée) — režie: Claude Miller
  - Péril en la demeure (Péril en la demeure) — režie: Michel Deville
  - Bez střechy a bez zákona (Sans toit ni loi) — režie: Agnès Varda
  - Podzemka (Subway) — režie: Luc Besson

- 1987: Thérèse (Thérèse) — režie: Alain Cavalier
  - Betty Blue (37°2 le matin) — režie: Jean-Jacques Beineix
  - Jean od Floretty (Jean de Florette) — režie: Claude Berri
  - Mélo (Mélo) — režie: Alain Resnais
  - Večerní úbor (Tenue de soirée) — režie: Bertrand Blier

- 1988: Na shledanou, chlapci (Au revoir les enfants) — režie: Louis Malle
  - Velká cesta (Le Grand Chemin) — režie: Jean-Loup Hubert
  - Les Innocents (Les Innocents) — režie: André Téchiné
  - Pod sluncem Satanovým (Sous le soleil de Satan) — režie: Maurice Pialat
  - Tandem (Tandem) — režie: Patrice Leconte

- 1989: Camille Claudelová (Camille Claudel) — režie: Bruno Nuytten
  - Magická hlubina (Le Grand Bleu) — režie: Luc Besson
  - Předčitatelka (La Lectrice) — režie: Michel Deville
  - Medvědi (L'Ours) — režie: Jean-Jacques Annaud
  - La vie est un long fleuve tranquille (La vie est un long fleuve tranquille) — režie: Étienne Chatiliez

### 90. léta
- 1990: Příliš krásná (Trop belle pour toi) — režie: Bertrand Blier
  - Pan Hire (Monsieur Hire) — režie: Patrice Leconte
  - Indické nokturno (Nocturne indien) — režie: Alain Corneau
  - Láska bez lítosti (Un monde sans pitié) — režie: Éric Rochant
  - Život a nic jiného (La Vie et rien d'autre) — režie: Bertrand Tavernier

- 1991: Cyrano z Bergeracu (Cyrano de Bergerac) — režie: Jean-Paul Rappeneau
  - Manžel kadeřnice (Le Mari de la coiffeuse) — režie: Patrice Leconte
  - Brutální Nikita (Nikita) — režie: Luc Besson
  - Malý kriminálník (Le Petit Criminel) — režie: Jacques Doillon
  - Uranus (Uranus) — režie: Claude Berri

- 1992: Všechna jitra světa (Tous les matins du monde) — režie: Alain Corneau
  - Děkuji, živote (Merci la vie) — režie: Bertrand Blier
  - Krásná hašteřilka (La Belle Noiseuse) — režie: Jacques Rivette
  - Van Gogh (Van Gogh) — režie: Maurice Pialat

- 1993: Noci šelem (Les nuits fauves) — režie: Cyril Collard
  - Krize (La Crise) — režie: Coline Serreau
  - Indočína (Indochine) — režie: Régis Wargnier
  - L.627 (L.627) — režie: Bertrand Tavernier
  - Le petit prince a dit (Le petit prince a dit) — režie: Christine Pascal
  - Srdce v zimě (Un cœur en hiver) — režie: Claude Sautet

- 1994: Smoking / No Smoking (Smoking / No Smoking) — režie: Alain Resnais
  - Germinal (Germinal) — režie: Claude Berri
  - Mé oblíbené období (Ma saison préférée) — režie: André Téchiné
  - Tři barvy: Modrá (Trois Couleurs: Bleu) — režie: Krzysztof Kieślowski
  - Návštěvníci (Les Visiteurs) — režie: Jean-Marie Poiré

- 1995: Divoké rákosí (Les Roseaux sauvages) — režie: André Téchiné
  - Nejmilejší syn (Le Fils préféré) — režie: Nicole Garcia
  - Leon (Léon) — režie: Luc Besson
  - Královna Margot (La Reine Margot) — režie: Patrice Chéreau
  - Tři barvy: Červená (Trois Couleurs: Rouge) — režie: Krzysztof Kieślowski

- 1996: Nenávist (La Haine) — režie: Mathieu Kassovitz
  - Le bonheur est dans le pré (Le bonheur est dans le pré) — režie: Étienne Chatiliez
  - Slavnost (La Cérémonie) — režie: Claude Chabrol
  - Manželství po francouzsku (Gazon maudit) — režie: Josiane Balasko
  - Husar na střeše (Le Hussard sur le toit) — režie: Jean-Paul Rappeneau
  - Nelly a pan Arnaud (Nelly et Monsieur Arnaud) — režie: Claude Sautet

- 1997: Nevinné krutosti (Ridicule) — režie: Patrice Leconte
  - Kapitán Conan (Capitaine Conan) — režie: Bertrand Tavernier
  - Mikrokosmos (Microcosmos: Le Peuple de l'herbe) — režie: Claude Nuridsany a Marie Pérennou
  - Někdo to rád holky (Pédale douce) — režie: Gabriel Aghion
  - Rodinný průvan (Un air de famille) — režie: Cédric Klapisch
  - Děti noci (Les Voleurs) — režie: André Téchiné

- 1998: Stará známá písnička (On connaît la chanson) — režie: Alain Resnais
  - Hrbáč (Le Bossu) — režie: Philippe de Broca
  - Pátý element (Le Cinquième Élément) — režie: Luc Besson
  - Marius et Jeannette (Marius et Jeannette) — režie: Robert Guédiguian
  - Western (Western) — režie: Manuel Poirier

- 1999: Vysněný život andělů (La Vie rêvée des anges) — režie: Érick Zonca
  - Všichni, kdo mě mají rádi, pojedou vlakem (Ceux qui m'aiment prendront le train) — režie: Patrice Chéreau
  - Blbec k večeři (Le Dîner de cons) — režie: Francis Veber
  - Place Vendôme – Svět diamantů (Place Vendôme) — režie: Nicole Garcia
  - Taxi (Taxi) — režie: Gérard Pirès

### 0. léta
- 2000: Venuše, salon krásy (Vénus Beauté (Institut)) — režie: Tonie Marshall
  - Děti z mokřin (Les Enfants du marais) — režie: Jean Becker
  - Východ-Západ (Est-Ouest) — režie: Régis Wargnier
  - Dívka na mostě (La Fille sur le pont) — režie: Patrice Leconte
  - Johanka z Arku (Jeanne d'Arc) — režie: Luc Besson

- 2001: Někdo to rád jinak (Le Goût des autres) — režie: Agnès Jaoui
  - Les Blessures assassines (Les Blessures assassines) — režie: Jean-Pierre Denis
  - Harry to s vámi myslí dobře (Harry, un ami qui vous veut du bien) — režie: Dominik Moll
  - Saint-Cyr (Saint-Cyr) — režie: Patricia Mazuyová
  - V zajetí chuti (Une affaire de goût) — režie: Bernard Rapp

- 2002: Amélie z Montmartru (Le Fabuleux Destin d'Amélie Poulain) — režie: Jean-Pierre Jeunet
  - Důstojnický pokoj (La Chambre des officiers) — režie: François Dupeyron
  - Chaos (Chaos) — režie: Coline Serreau
  - Pod pískem (Sous le sable) — režie: François Ozon
  - Čti mi ze rtů (Sur mes lèvres) — režie: Jacques Audiard

- 2003: Pianista (Le Pianiste) — režie: Roman Polański
  - 8 žen (Huit Femmes) — režie: François Ozon
  - Amen. (Amen.) — režie: Costa-Gavras
  - Erasmus a spol. (L'Auberge espagnole) — režie: Cédric Klapisch
  - Être et avoir (Être et avoir) — režie: Nicolas Philibert

- 2004: Invaze barbarů (Les Invasions barbares) — režie: Denys Arcand
  - Šťastnou cestu (Bon Voyage) — režie: Jean-Paul Rappeneau
  - Na ústa ne (Pas sur la bouche) — režie: Alain Resnais
  - Les Sentiments (Les Sentiments) — režie: Noémie Lvovsky
  - Trio z Belleville (Les Triplettes de Belleville) — režie: Sylvain Chomet

- 2005: Únik (L'Esquive) — režie: Abdellatif Kechiche
  - Válka policajtů (36 quai des Orfèvres) — režie: Olivier Marchal
  - Slavíci v kleci (Les Choristes) — režie: Christophe Barratier
  - Králové a královna (Rois et Reine) — režie: Arnaud Desplechin
  - Příliš dlouhé zásnuby (Un long dimanche de fiançailles) — režie: Jean-Pierre Jeunet

- 2006: Tlukot mého srdce se zastavil (De battre mon cœur s'est arrêté) — režie: Jacques Audiard
  - Dítě (L'Enfant) — režie: Jean-Pierre a Luc Dardennové
  - Šťastné a veselé (Joyeux Noël) — režie: Christian Carion
  - Komisař (Le Petit Lieutenant) — režie: Xavier Beauvois
  - Jdi, žij a někým se staň (Va, vis et deviens) — režie: Radu Mihaileanu

- 2007: Lady Chatterleyová (Lady Chatterley) — režie: Pascale Ferran
  - Den vítězství (Indigènes) — režie: Rachid Bouchareb
  - Neboj, jsem v pořádku (Je vais bien, ne t'en fais pas) — režie: Philippe Lioret
  - Nikomu to neříkej (Ne le dis à personne) — režie: Guillaume Canet
  - Píseň pro tebe (Quand j'étais chanteur) — režie: Xavier Giannoli

- 2008: Kuskus (La Graine et le Mulet) — režie: Abdellatif Kechiche
  - Tajemství (Un secret) — režie: Claude Miller
  - Edith Piaf (La Môme) — režie: Olivier Dahan
  - Skafandr a motýl (Le Scaphandre et le Papillon) — režie: Julian Schnabel
  - Persepolis (Persepolis) — režie: Vincent Paronnaud a Marjane Satrapiová

- 2009: Séraphine (Séraphine) — režie: Martin Provost
  - Mezi zdmi (Entre les murs) — režie: Laurent Cantet
  - Tak dlouho tě miluji (Il y a longtemps que je t'aime) — režie: Philippe Claudel
  - Veřejný nepřítel č. 1 (L'Instinct de mort) a Veřejný nepřítel č. 1: Epilog (L'Ennemi public n°1) — režie: Jean-François Richet
  - Paříž (Paris) — režie: Cédric Klapisch
  - První den zbytku tvýho života (Le Premier Jour du reste de ta vie) — režie: Rémi Bezançon
  - Vánoční příběh (Un conte de Noël) — režie: Arnaud Desplechin

### 10. léta
- 2010: Prorok (Un prophète) — režie: Jacques Audiard
  - À l'origine (À l'origine) — režie: Xavier Giannoli
  - Koncert (Le Concert) — režie: Radu Mihaileanu
  - Les Herbes folles (Les Herbes folles) — režie: Alain Resnais
  - La Journée de la jupe (La Journée de la jupe) — režie: Jean-Paul Lilienfeld
  - Unesený (Rapt) — režie: Lucas Belvaux
  - Welcome (Welcome) — režie: Philippe Lioret

- 2011: O bozích a lidech (Des hommes et des dieux) — režie: Xavier Beauvois
  - (K)lamač srdcí (L'Arnacœur) — režie: Pascal Chaumeil
  - Jména lidí (Le Nom des gens) — režie: Michel Leclerc
  - Muž ve stínu (The Ghost Writer) — režie: Roman Polański
  - Turné (Tournée) — režie: Mathieu Amalric
  - Serge Gainsbourg: Heroický život (Gainsbourg, vie héroïque) — režie: Joann Sfar
  - Na mamuta! (Mammuth) — režie: Benoît Delépine a Gustave Kervern

- 2012: Umělec (The Artist) — režie: Michel Hazanavicius
  - Vyhlášení války (La guerre est déclarée) — režie: Valérie Donzelli
  - Le Havre (Le Havre) — režie: Aki Kaurismäki
  - Polisse (Polisse) — režie: Maïwenn
  - Ministr (L'Exercice de l'État) — režie: Pierre Schöller
  - Pater (Pater) — režie: Alain Cavalier
  - Nedotknutelní (Intouchables) — režie: Olivier Nakache a Éric Toledano

- 2013: Láska (Amour) — režie: Michael Haneke
  - Sbohem, královno (Les Adieux à la reine) — režie: Benoît Jacquot
  - Znovu zamilovaná (Camille redouble) — režie: Noémie Lvovsky
  - U nich doma (Dans la maison) — režie: François Ozon
  - Na dřeň (De rouille et d'os) — režie: Jacques Audiard
  - Holy Motors (Holy Motors) — režie: Leos Carax
  - Jméno (Le Prénom) — režie: Matthieu Delaporte a Alexandre de la Patellière

- 2014: Kluci a Guillaume, ke stolu! (Les Garçons et Guillaume, à table!) — režie: Guillaume Gallienne
  - 9 Mois ferme (9 Mois ferme) — režie: Albert Dupontel
  - Neznámý od jezera (L'Inconnu du lac) — režie: Alain Guiraudie
  - Jimmy P. (Jimmy P. (Psychothérapie d'un Indien des plaines) — režie: Arnaud Desplechin
  - Minulost (Le Passé) — režie: Asghar Farhadi
  - Venuše v kožichu (La Vénus à la fourrure) — režie: Roman Polański
  - Život Adèle (La Vie d'Adèle) — režie: Abdellatif Kechiche

- 2015:  Timbuktu (Timbuktu) — režie: Abderrahmane Sissako
  - Láska na první boj (Les Combattants) — režie: Thomas Cailley
  - Kluci z východu (Eastern Boys) — režie: Robin Campillo
  - Rodinka Belierových (La Famille Bélier) — režie: Eric Lartigau
  - Saint Laurent (Saint Laurent) — režie: Bertrand Bonello
  - Hippocrate (Hippocrate) — režie: Thomas Lilti
  - Sils Maria (Sils Maria) — režie: Olivier Assayas

- 2016:  Fatima (Fatima) – režie: Philippe Faucon
  - Dheepan (Dheepan) — režie: Jacques Audiard
  - Zákon trhu (La Loi du marché) – režie: Stéphane Brizé
  - Marguerite (Marguerite) – režie: Xavier Giannoli
  - Můj král (Mon roi) – režie: Maïwenn
  - Mustang (Mustang) – režie: Deniz Gamze Ergüven
  - Hlavu vzhůru! (La Tête haute) – režie: Emmanuelle Bercot
  - Tři vzpomínky (Trois souvenirs de ma jeunesse) – režie: Arnaud Desplechin

- 2017:  Elle (Elle) – režie: Paul Verhoeven
  - Božské (Divines) — režie: Houda Benyamina
  - Frantz (Frantz) – režie: François Ozon
  - Agnus dei (Les Innocentes) – režie: Anne Fontaineová
  - Líná zátoka (Ma Loute) – režie: Bruno Dumont
  - Kameny bolesti (Mal de pierres) – režie: Nicole Garcia
  - Victoria (Victoria) – režie: Justine Triet

- 2018: 120 BPM (120 battements par minute) – režie: Robin Campillo
  - Dokud nás svatba nerozdělí (Le sens de la fête) – režie: Olivier Nakache a Éric Toledano
  - Barbara (Barbara) – režie: Mathieu Amalric
  - Patients (Patients) – režie: Grand Corps Malade a Mehdi Idir
  - Na shledanou tam nahoře (Au revoir là-haut) – režie: Albert Dupontel
  - Chovatel (Petit Paysan) – režie: Hubert Charuel
  - Zaujetí (Le Brio) – režie: Yvan Attal

- 2019: Střídavá péče (Jusqu'à la garde) – režie: Xavier Legrand
  - Bolest (La Douleur) – režie: Emmanuel Finkiel
  - Potížista (En liberté !) – režie: Pierre Salvadori
  - The Sisters Brothers (Les Frères Sisters) – režie: Jacques Audiard
  - Utop se, nebo plav (Le Grand Bain) – režie: Gilles Lellouche
  - Guy (Guy) – režie: Alex Lutz
  - V dobrých rukou (Pupille) – režie: Jeanne Herry

### 20. léta
- 2020: Bídníci (Les Misérables) – režie: Ladj Ly
  - Tenkrát podruhé (La Belle Époque) – režie: Nicolas Bedos
  - Chvála Bohu (Grâce à Dieu) – režie: François Ozon
  - Výjimeční (Hors normes) – režie: Éric Toledano a Olivier Nakache
  - Žaluji! (J'accuse) – režie: Roman Polański
  - Portrét dívky v plamenech (Portrait de la jeune fille en feu) – režie: Céline Sciamma
  - Slitování (Roubaix, une lumière) – režie: Arnaud Desplechin

- 2021: Sbohem, blbci! (Adieu les cons) – režie: Albert Dupontel
  - Adolescentes (Adolescentes) – režie: Sébastien Lifshitz
  - Osel, milenec a já (Antoinette dans les Cévennes) – režie: Caroline Vignal
  - Milostné historky (Les Choses qu'on dit, les choses qu'on fait) – režie: Emmanuel Mouret
  - Léto 85 (Été 85) – režie: François Ozon

- 2022: Ztracené iluze (Illusions perdues) – režie: Xavier Giannoli 
  - Hlas lásky (Aline) – režie: Valérie Lemercier
  - Annette (Annette) – režie: Leos Carax
  - Severní Marseilles (BAC Nord) – režie: Cédric Jimenez
  - Událost (L'Événement) – režie: Audrey Diwan
  - Bod zlomu (La Fracture) – režie: Catherine Corsini
  - Onoda (Onoda, 10 000 nuits dans la jungle) – režie: Arthur Harari

- 2024: Anatomie pádu (Anatomie d'une chute) – režie: Justine Triet 
  - Chien de la casse (Chien de la casse) – režie: Jean-Baptiste Durand
  - Je verrai toujours vos visages (Je verrai toujours vos visages) – režie: Jeanne Herr
  - Případ Goldman (Le Procès Goldman) – režie: Cédric Kahn
  - Říše zvířat (Le Règne animal) – režie: Thomas Cailley

- 2025: Emilia Pérez (Emilia Pérez) – režie: Jacques Audiard 
  - Hrabě Monte Christo (Le Comte de Monte-Cristo) – režie: Matthieu Delaporte a Alexandre de la Patelliere
  - Kapelo, hraj (En Fanfare) – režie: Emmanuel Courcol
  - Sulejmanův příběh (L'Histoire de Souleymane) – režie: Boris Lojkine
  - Pro smilování! (Miséricorde) – režie: Alain Guiraudie